# Mycterosuchus
Mycterosuchus is een geslacht van uitgestorven teleosauride crocodyliformen uit het Midden-Jura (Callovien) van Engeland. Hoewel eerder synoniem met Steneosaurus, beschouwt recente cladistische analyse het in de verte verwant aan de typesoort van Steneosaurus.

## Naamgeving
De naam Mycterosuchus, 'snuitkrokodil' wegens de lange snuit, werd bedacht voor Steneosaurus nasutus, 'met de neus', door Andrews in 1913 in zijn catalogus van thalattosuchiden uit de Oxford Clay in Zuid-Engeland. Mycterosuchus nasutus werd in 1987 door Adams-Tresmand synoniem gemaakt aan Steneosaurus leedsi, maar wordt teruggevonden als een aparte soort in de cladistische analyse van Osi et alii van 2018.
Het holotype is BMNH R2617, een skelet gevonden in een leemput te Peterborough en deel van de Leeds Collection.